# AaRON
AaRON (Artificial Animals Riding on Neverland ) — це французький музичний дует, що складається з Сімона Бюрета та Олів'є Курс'є). AaRON став відомим завдяки фільму «Не хвилюйся, у мене усе нормально» режисера Філіппа Льоре, який використав їхню пісню U-Turn (Lili) як головний саундтрек.

## Учасники
- Сімон Бюрет: вокал, фортепіано, скрипка, гармоніка.
- Олів'є Курс'є: фортепіано, гітара, барабани.

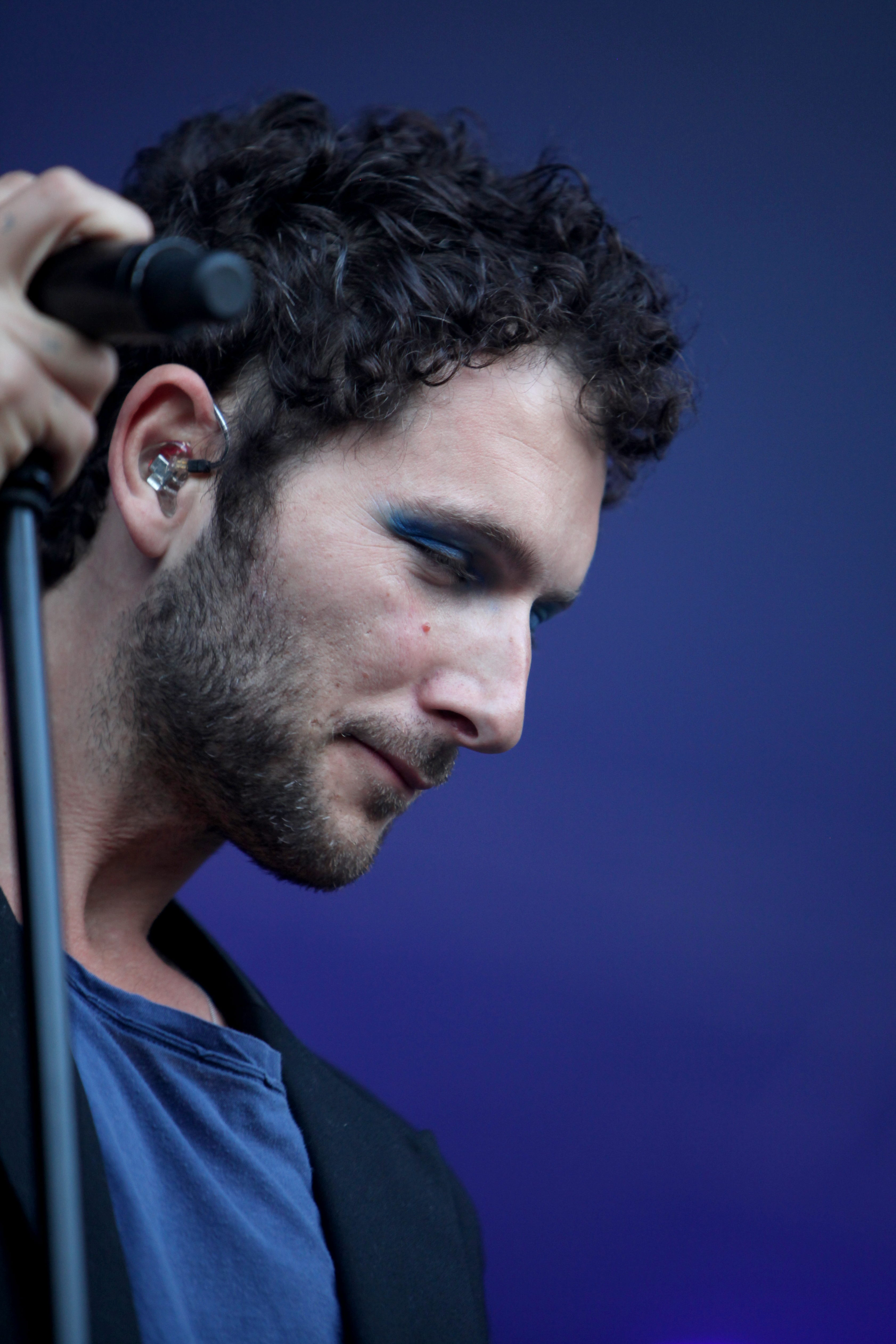
Сімон Бюрет
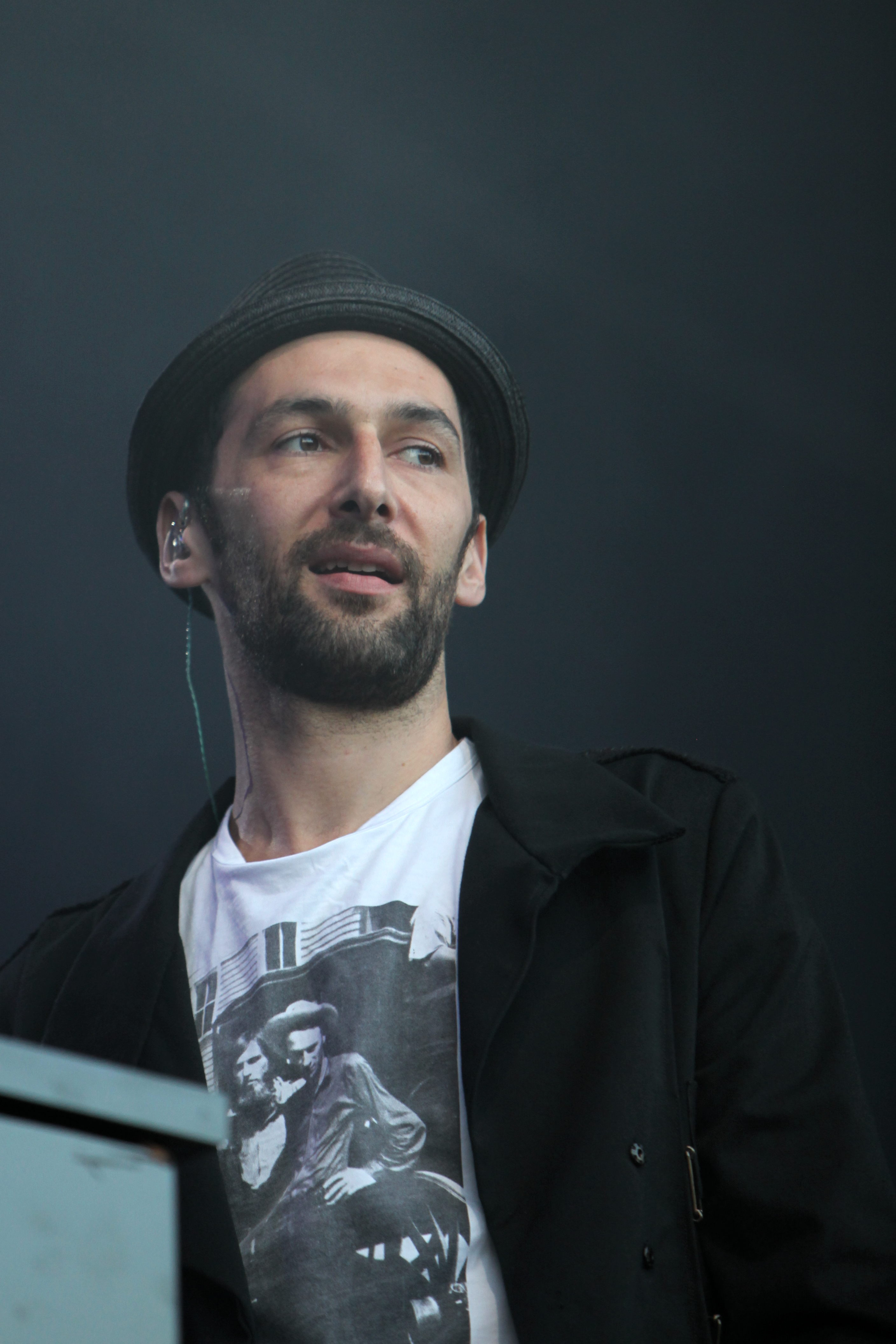
Олів'є Курс'є

## Біографія
Історія AaRON починається в 2004 році, коли Сімон Бюрет за рекомендацією зустрічається з Олів'є Курс'є. Написавши кілька текстів англійською мовою, вони дебютують з першою піснею Endless Song. Протягом двох наступних місяців, робота дуету приносить результат: ця співпраця дає 8 пісень. Однак, особиста кар'єра віддаляє їх один від одного, Сімон, насамперед комедійний актор, продовжує зніматися у фільмах, в той час як Олів'є їздить на гастролі з гуртом Mass Hysteria, де він був гітаристом до 2007 року. Незважаючи на ці перешкоди, їм вдалося створити двадцять пісень у паризькій домашній студії Олів'є. А в 2005 році ці зусилля було нагороджено: пісня «Little love» стає саундтреком фільму «У твоїх мріях».
Під час кінопроб Сімона Бюрета до фільму Філіппа Ліорета «Не хвилюйся, у мене усе нормально», Олів'є Курс'є та Саймон Бюрет завершують пісню U-Turn (Lili), яку вони надсилають кінорежисеру. У цьому фільмі Сімон Бюрет грає роль друга зниклого брата Лілі. Він вмикає дівчині пісню U-Turn (Lili), яку написав її брат. Загалом, як саундтрек у фільмі використано дві пісні дуету: U-Turn (Лілі) і Mister K.
Після успішної прем'єри фільму, пісня U-Turn (Lili) протягом місяця займала першу сходинку у рейтингу iTunes. Дует став відомий для широкої аудиторії.
У січні 2007 року вийшов перший альбом дуету під назвою «Artificial Animals Riding on Neverland» (звідки і походить абревіатура — AaRON). Того ж місяця, дует AaRON вперше з'явився на телебаченні, виконуючи піснюU-Turn (Lili) на телеканалі France3 в програмі Ce soir (ou jamais!). Дует AaRON відправився у тур, що розпочався в березні 2007 року і закінчився у Німеччині в липні 2009 року. На листопад 2007 року в Олімпії (Париж) було заплановано два концерта. Також, 4 квітня 2009 року, група виступила з симфонічним оркестром у Зеніті в Парижі.
Вони двічі були номіновані на «Victoires de la musique» і отримали нагороду «Best European Breaktrough Artist» у Данії. Також, у 2008 році вони отримали «NRJ Movie Award» за пісню U-Turn (Lili).
13 вересня 2010 рокугурт AaRON склав і написав пісню «La Place du Vide» для співачки Zazie. Також, AaRON записав цю пісню у дуеті з співачкою для свого альбому Za7ie . Дует зайняв 31 місце в Ultratop Wallonia.
Другий альбом «Birds in the Storm» був випущений 4 жовтня 2010 року. Завдяки синглу Rise, цей альбом мав великий успіх і посів перше місце в списку найбільш продаваних альбомів. Цей успіх є результатом використання нових компонентів, включаючи розкішне виконання, приємні аранжування та електронні звуки, що сублімовані фантастичними текстами і витонченими мелодіями.
Тур на підтримку другого альбому зібрав аншлаг не лише у Франції (100 концертів, включаючи два концерти у казино в Парижі, два в Тріаноні, та один в Зеніті), але й також у Німеччині, Лондоні, Нью-Йорку та Канаді. AaRON після створення оригінального проекту з хором та духовим оркестром двічі організував серію концертів під назвою Unplugged & Waves у концертному залі Плейєль. На цих концертах дует вирішив переглянути свої пісні, так, змінивши інструменти, гурт AaRON зробив свій Всесвіт ще більш особливим. Концертні записи створили третій альбом, Waves from the Road, який був на вершині продажів «живих» альбомів.
У 2013 році група створила саундтрек до фільму «Із заплющеними очима» режисера Джессіки Палю. У цьому фільмі Сімон Бюрет грає головну роль.
У квітні 2015 року вони анонсують новий альбом «We Cut the Night», що випустився у вересні того ж року.
Альбом представлений Джоном Малковичем, який створив офіційний кліп до першого синглу «Blouson Noir»). Альбом, як і попередні, після свого виходу, досягає величезного успіху у декількох країнах. Він отримує статус «золотого», а світовий тур буде включати 200 концертів та триватиме протягом двох наступних років.
Кілька пісень з альбому були синхронізовані, в тому числі пісня «Blouson Noir», що була вибрана саундтреком до світових парфумів L'homme від Yves Saint Laurent Beauty.
У період між 2015 і 2017 роками тур проходив через такі концертні зали, як Зеніт, Ля Сігаль, Олімпія, Токійський палац і, нарешті, Плейєль.

## Дискографія

### Студійні альбоми
| 2007: Artificial Animals Riding On Neverland 1. Endless Song 2. U-Turn (Lili) 3. O-Song 4. Mister K. 5. Blow 6. Beautiful Scar 7. Strange Fruit 8. Angel Dust 9. War Flag 10. Lost Highway 11. Le Tunnel d'or 12. Little Love 13. Last Night Thoughts |

| 2010 : Birds in the Storm 1. Ludlow L 2. Rise 3. Seeds of Gold 4. Waiting for the Wind to Come 5. Inner Streets 6. Song for Ever 7. Arm Your Eyes 8. Birds in the Storm 9. The Lame Souls 10. A Thousand Wars 11. Passengers 12. Embers |

| 2015 : We Cut the Night 1. Blouson noir 2. The Leftovers 3. Onassis 4. Invisible Stains 5. We Cut the Night 6. 2:22 7. Magnetic Road 8. Ride On 9. Shades of Blue 10. Maybe on the Moon |

### Концертні альбоми
- 2011: Waves from the Road

### Саундтреки до фільмів
- 2013: Les Yeux fermés, режисер Джессіка Палю